# Trachysomus peregrinus
Trachysomus peregrinus är en skalbaggsart som beskrevs av Thomson 1858. Trachysomus peregrinus ingår i släktet Trachysomus och familjen långhorningar.
Artens utbredningsområde är Panama. Inga underarter finns listade i Catalogue of Life.